# Lea De Mae
Andrea Absolonová (Praga, 26 de diciembre de 1976-Praga, 9 de diciembre de 2004), conocida como Lea De Mae, fue una actriz pornográfica, saltadora y modelo checa.

## Biografía y carrera
Nació en Praga en 1976 y formó parte del equipo nacional checo de salto de trampolín, pero una grave lesión de la médula espinal cuando entrenaba para los Juegos Olímpicos de Atlanta de 1996 la apartó del mundo del deporte.
Posteriormente, fue convencida por un fotógrafo para posar desnuda y más tarde dio el salto al cine para adultos. En 1999 debutó como actriz porno con la compañía Private y enseguida dio el salto a California, donde se destacó por sus dotes, mientras alternaba su carrera pornográfica entre Estados Unidos y Europa. Desde entonces participó en cerca de 162 películas manteniendo un breve romance con Patricio Calisto en el 2003. En el 2004 se le diagnosticó glioblastoma, un raro tipo de tumor cerebral, el cual acabó con su vida a los 27 años.

### Enfermedad y muerte
En julio de 2004, durante la cena del Festival Internacional de Cine Erótico de Barcelona dio a conocer a su representante que tenía un tumor cerebral. A pesar de todo, en ese momento los doctores pensaron que se trataba de un tumor benigno, y que no había nada de qué preocuparse. Desafortunadamente, otros estudios revelaron que el tumor detectado era cancerígeno. Ante lo costoso de este tipo de operaciones y tratamientos, se había intentado por todos los medios el que se le pudiera ayudar mediante una aportación económica, creando una cuenta donde sus amigos ingresaron dinero con el fin de poder costear esta complicada operación. Tras la radioterapia, Lea empezó a ponerse peor, y por fin, sin poder llevarla a los Estados Unidos para operarla, Lea dejaba este mundo ante la impotencia de todos.
Su representante, con lágrimas en los ojos dijo en su homenaje: "Habíamos planeado construir un sitio web para ella, pero no tuvimos oportunidad de realizarlo". El dominio web únicamente quedó como un homenaje a su persona y se redirige a un portal donde se le hace un reconocimiento, además de que sus admiradores pueden firmar un libro de condolencias. A todo esto, su representante escribe dentro del portal: "Lo que usted ve que aquí es con la esperanza y la seguridad de algo que a Lea le hubiera gustado. Este es mi regalo para ella. Pero no sólo el mío. La idea de este nuevo sitio es que crecerá y crecerá y que cada persona que ama a Lea contribuirá para ello".

## Legado
Her Body (en checo: Její tělo) es una película checoeslovaca de 2023, dirigida por la documentalista Natália Císařovská; dicho proyecto se basó en la vida de De Mae. La cinta contó con el apoyo del Fondo Estatal de Cinematografía y el Fondo Audiovisual SK.

## Filmografía
De Mae aparece en más de 160 películas pornográficas, incluidas:
- 12 Strokes To Midnight (2001)
- A Train (2002)
- Academy (2000)
- American Girls (2002)
- Broken English (2004)
- Hot Rats (2004)
- Heels & Hose 2 (2004)
- Lady Lust (2005)
- Never Been Touched (2005)
- Silvia's Diary (2000)
- Teen Angel (2000)
- World Class Ass (2002)